# Tarda (jezioro)
Jezioro Tarda (Jezioro Tardzkie) – płytkie, śródleśne jezioro, typu linowo-szczupakowe, położone na obrzeżach wsi Tarda w województwie warmińsko-mazurskim, w powiecie ostródzkim, w gminie Miłomłyn, na zachód od Olsztyna i na południowy wschód od Jeziora Bartężek, za nieczynną linią kolejową. Powierzchnia jeziora przekracza 35 ha. 
Oprócz brzegu północnego jezioro otoczone lasami. W południowej części w okolicach połączenia z Jeziorem Kirszniter teren podmokły i bagnisty. W południowej części jeziora dopływ z Jeziora Kirszniter, w części środkowo-zachodniej dopływ z Jeziora Trockiego. W północnej części połączenie kanałem z Jeziorem Bartężek.